# Besozzi (granata)
La bomba a mano Besozzi fu una bomba a mano italiana prodotta dalle Industrie Besozzi ed impiegata dal Regio Esercito e dall'Armée de terre durante la prima guerra mondiale.

## Storia
L'arma nacque dagli studi sugli esplosivi del chimico Nob. Luigi Besozzi e dal lavoro del fratello ingegnere Nob. Celeste Besozzi. I due depositarono il brevetto della granata il 10 marzo 1915 e subito la Industrie Besozzi iniziarono la produzione per l'esercito francese. Con l'entrata in guerra del Regno d'Italia il 24 maggio dello stesso anno, tutta la produzione viene destinata alle esigenze del Regio Esercito, mentre la Francia ottiene la licenza di produzione.
Arrivò ai reparti al fronte nel 1916, ma già nel 1917 la produzione venne interrotta e le scorte distribuite ad esaurimento a causa della scarsa affidabilità del sistema di accensione.

## Tecnica
Simile alla SIPE, la Besozzi è una bomba a mano difensiva a frammentazione. L'involucro della bomba ha forma ovalare ed è formato da due corpi in ghisa a frattura prestabilita, ottenuti per fusione in conchiglia ed avvitati tra loro. Superiormente ed inferiormente i due corpi terminano in due codoli; quello inferiore ospita il tappo filettato per il caricamento. Il corpo superiore, a lato del codolo, presenta il foro per la miccia; questa sporge all'esterno con la capocchia fosforosa d'innesco, protetta da un tappino avvitato in ottone o piombo. All'interno la miccia termina con una capsula detonante immersa nella carica, costituita da 60 grammi di cheddite o di polvere nera.
Per innescare l'ordigno, dopo aver svitato il tappino di protezione, si sfregava la capocchia contro l'apposito accenditore o, in caso di forte umidità, si accendeva direttamente da fiamma libera. La miccia aveva una durata di 7 secondi circa.

## Varianti
Il modello francese prodotto su licenza in Francia differisce dal modello italiano per la carica in Explosif P e per la posizione della miccia, il cui foro è posizionato sul codolo superiore invece che sul lato del corpo superiore. Vista l'inaffidabilità dell'accensione a capocchia fosforosa, in Francia venne prodotto anche un modello francese con capsula a percussione, nel quale la solita miccia termina all'esterno con una capsula Bickford a percussione.